# Yoduro de tetrametilarsonio
El yoduro de tetrametilarsonio (As(CH₄)₄I) es la sal yodada del compuesto de organoarsénico tetrametilarsonio. Es un sólido de color amarillo-pardo cuya producción se hace mediante la reacción de arsina y yoduro de metilo a 700 °C. Su aplicación se restringe a análisis de quelación metálica y como catalizador de algunas reacciones organometálicas, en las cuales participan grupos de las xantófilas.
Es altamente tóxico y debe manejarse con precaución.